# Lew Michailowitsch Schilzow
Lew Michailowitsch Schilzow (russisch Лев Михайлович Жильцов; * 2. Februar 1928 in  Nachabino; † 27. Februar 1996 in Moskau) war ein U-Boot-Kommandeur der sowjetischen Marine und Admiral des Kalten Krieges. Schilzow wurde an der Kaspischen Rotbanner-Offiziershochschule der Seestreitkräfte S.M. Kirow ausgebildet.
Als Kommandant der ersten Nordpolfahrt des nukleare U-Bootes K-3 Leninski Komsomol wurde er zum Helden der Sowjetunion ausgezeichnet.
Er wurde 1975 zum Konteradmiral befördert und schied 1977 aus dem aktiven Dienst aus. Nach der Auflösung der Sowjetunion publizierte er gemeinsam mit den pensionierten Admirälen Nikolai Mormul und Leonid Ossipenko eine Geschichte der sowjetischen Atom-U-Bootflotte, die auch ausführliche Materialien über zu Sowjetzeiten verschwiegene Nuklearunfälle sowie die illegale Verklappung von Atommüll im Meer enthält. Das Buch erschien 1992 zunächst in französischer Übersetzung in Paris. Erst 1994 durfte die russische Ausgabe in Moskau herausgebracht werden.